# Elecciones generales de Puerto Rico de 1924
Se realizaron elecciones generales en Puerto Rico el 4 de noviembre de 1924. Debido a que las elecciones se realizaron bajo el gobierno colonial de los Estados Unidos, el gobernador era designado por el presidente de los Estados Unidos.
Fue la primera vez en donde una alianzas preelectorales y candidaturas comunes disputan una elección en Puerto Rico. Unión de Puerto Rico y el Partido Republicano crearon la Alianza Puertorriqueña mientras que el Partido Socialista y un grupo de disidentes del partido republicano (llamados Republicano Puro, le fue negada la utilización del nombre y utilizó el de Constitucional Histórico) formaron La Coalición. Fueron las terceras elecciones bajo la estadounidense Ley Jones que deroga la Ley Foraker; entre los cambios que trae esta nueva ley se encuentran: la institucionalización del Senado con 19 miembros y el aumento en la Cámara de Delegados que de ahora en adelante se llamará Cámara de Representantes de 35 a 39 miembros. La participación cae debido a que el voto obligatorio fue abolido. El sufragio fue censitario, solo hombres mayor de 21 años con propiedades.